# Rhynchoconger gracilior
Rhynchoconger gracilior és una espècie de peix pertanyent a la família dels còngrids.

## Descripció
- Pot arribar a fer 61 cm de llargària màxima.[6][7]

## Hàbitat
És un peix marí i batidemersal.

## Distribució geogràfica
Es troba a l'Atlàntic occidental: des del nord del golf de Mèxic fins a la costa septentrional de Sud-amèrica.

## Observacions
És inofensiu per als humans.